# Midwayöarna

Den inofficiella flaggan för Midway Atoll, designad av den lokala Fish and Wildlife Service-anställde Steve Dryden, introducerades den 4 juni 2000, 58-årsdagen av
slaget vid Midway.

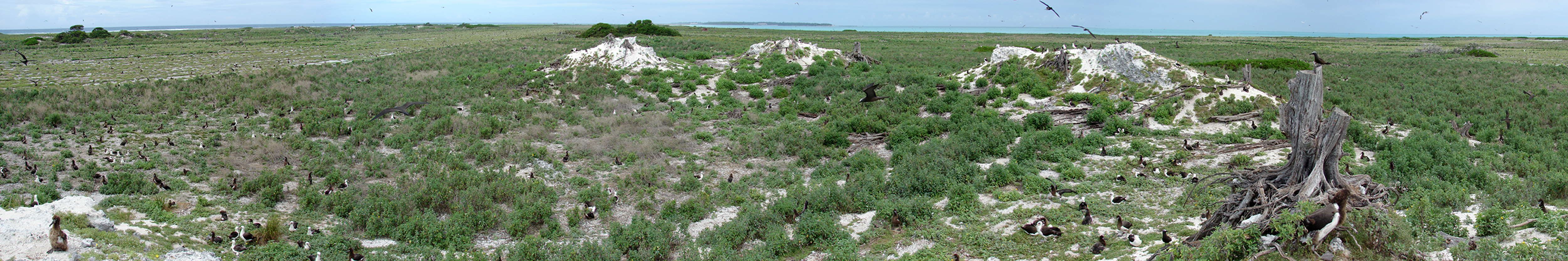
Panorama över Easter Island med kolonier av Albatrosser.

Karta över Midwayöarna.

Midwayöarna (engelska: Midway Islands Territory, polynesiska Pihemanu) är ett område inom Förenta staternas mindre öar i Oceanien och Västindien och har tillhört USA sedan den 28 augusti 1867 utan att vara en införlivad del av hemlandet. Området ligger ungefär halvvägs mellan Nordamerika och Asien.

## Historia
Området upptäcktes den 8 juli 1859 av den amerikanske medborgaren kapten N.C. Middlebrooks. År 1939 anlade USA en militärbas på huvudön och 3–5 juni 1942 utkämpades här slaget vid Midway.
År 1956 utförde den amerikanske ornitologen Chandler Robbins fältarbete på öarna. Robbins ringmärkte där en Laysanalbatross vid namn Wisdom. År 2021 var Wisdom minst 70 år gammal och är den äldsta verifierade levande vilda fågeln.

## Geografi
Midwayöarna är ett öområde i norra Stilla havet som har en area av 5,2 km² (motsvarar ön Ven). Det består av två huvudöar: Eastern Island (cirka 1–2 km diameter) och Sand Island (cirka 2–3 km diameter). Revets högsta punkt är endast 1 m ö.h.. Revet är vått och överspolas den mesta tiden, vilket gör Midwayöarna till en fara för sjöfarare.
Ön är obebodd och förvaltas direkt från Washington av den amerikanska flottan och är stängd för allmänheten. Det finns en landningsbana för flyg. Enstaka turistbesök tillåts sedan 2008.